# Sörby, Norrbyås
Sörby herrgård, skrivs även Sörby säteri, är en herrgård,  i Norrbyås socken, Örebro kommun.
Sörby har sitt ursprung i en by med samma namn, första gången med säkerhet omtalad 1478. Ett belägg från 1415 och ett från 1422 kan möjligen åsyfta byarna med samma namn i Kräcklinge socken och Sköllersta socken. Överstelöjtnant Johan Mauritz Wrangel erhöll 1642 sätesfrihet för Sörby, och senare kom säteriet i ätten Sparres ägo. Det ägdes senare av O. V. Lydinghielm 1712–1719 därefter av Johan de Frietzcky till hans död 1735. Sörby ägdes senare av Magnus Palmstierna som avled här 1766. 
Det såldes därefter till översten Nils Djurklou, ärvdes av hans son Gabriel Djurklou och därefter av hans son Nils Gabriel Djurklou som bodde här 1841–1881.
Huvudbyggnaden tros ursprungligen ha uppförts i början av 1600-talet då Sörby fungerade som prästgård.